# I buffoni dello spazio
I buffoni dello spazio (Galaxy Goof-Ups), nota anche come Yogi's Galaxy Goofs-Ups, è una serie televisiva animata statunitense del 1978, creata da William Hanna e Joseph Barbera.
La serie è stata trasmessa per la prima volta negli Stati Uniti su NBC dal 9 settembre 1978 al 1º settembre 1979, per un totale di 13 episodi ripartiti su una stagione. In Italia è stata trasmessa sulle televisioni locali dal 5 gennaio 1982.

## Personaggi principali
- Orso Yoghi
- Braccobaldo
- Scare Bear
- Quack Up
- Cap. Snerdley
- Gen. Blowhard

## Episodi
| nº | Titolo originale              | Titolo italiano              | Prima TV USA | Prima TV Italia |
| -- | ----------------------------- | ---------------------------- | ------------ | --------------- |
| 1  | The Purloined Princess        |                              |              |                 |
| 2  | Defective Protectives         |                              |              |                 |
| 3  | Whose Zoo?                    | Lo zoo spaziale              |              |                 |
| 4  | The Space Pirates             |                              |              |                 |
| 5  | The Clone Ranger              |                              |              |                 |
| 6  | The Dopey Defenders           |                              |              |                 |
| 7  | Tacky Cat Strikes Again       | Sposini litigarelli          |              |                 |
| 8  | Space Station USA             | L'astronave perduta          |              |                 |
| 9  | Hail, King Yogi!              | Yogi il grande mago          |              |                 |
| 10 | Dyno-Mite!                    | Il micro ladro galattico     |              |                 |
| 11 | Vampire of Space              | Il vampiro dello spazio      |              |                 |
| 12 | The Treasure of Congo-Bongo   | Il tesoro di Congo Bongo     |              |                 |
| 13 | Captain Snerdley Goes Bananas | Uomini lucertola all'attacco |              |                 |